# Austroarcturus africanus
Austroarcturus africanus är en kräftdjursart som beskrevs av Brian Frederick Kensley 1975. Austroarcturus africanus ingår i släktet Austroarcturus och familjen Holidoteidae. Inga underarter finns listade i Catalogue of Life.